# Sebastian Kohlhepp

Sebastian Kohlhepp (Aufnahme von Christian Palm, Köln 2020)

Sebastian Kohlhepp (* 1981 in Limburg an der Lahn) ist ein deutscher Opern- und Konzertsänger des Stimmfaches Tenor.

## Werdegang
Kohlhepp erhielt seine erste musikalische Ausbildung im Chor der Limburger Domsingknaben. Später studierte er Gesang bei Hedwig Fassbender an der Hochschule für Musik und Darstellende Kunst Frankfurt am Main.
Sebastian Kohlhepp war Ensemblemitglied des Badischen Staatstheater Karlsruhe (2011–2013), der Wiener Staatsoper (2013/14) und der Oper Stuttgart (2015–2017).
Seit der Saison 2017/18 ist er freischaffend tätig.
Gastspiele führten Kohlhepp zuletzt an das weltberühmte Teatro alla Scala Milano (Narraboth, Salome), an die Wiener Staatsoper (Tamino, Die Zauberflöte), ans Opernhaus Zürich (Don Ottavio, Don Giovanni), zur Bayerischen Staatsoper (Ferrando, Cosi fan tutte; Sladek, Giuditta; Kronprinz Georg, Schön ist die Welt), ans Palau de les Arts Reina Sofía Valencia (Romeo Castelluccis 'Requiem'), zum Theater an der Wien (Tamino, Die Zauberflöte), zur Mozartwoche Salzburg (Belmonte, Die Entführung aus dem Serail), an die Oper Köln (Don Ottavio, Don Giovanni), zur Dutch National Opera Amsterdam (Ferrando, Così fan tutte), zu den Osterfestspielen Salzburg (David, Die Meistersinger von Nürnberg) und an die Dresdner Semperoper (David, Die Meistersinger von Nürnberg; Tamino, Die Zauberflöte).
2021 sang Kohlhepp bei den im Herbst nachgeholten Osterfestspielen Salzburg Mozarts 'Requiem' im Großen Festspielhaus unter der Leitung von Christian Thielemann.
Im Frühjahr 2021 produzierte er zusammen mit dem SWR eine audiovisuelle Aufnahme von Schuberts 'Winterreise' in der Bearbeitung von Hans Zender mit dem SWR Symphonieorchester.
2018 gab er sein Debüt bei den Salzburger Festspielen mit Beethovens 9. Sinfonie unter der Leitung von Teodor Currentzis. Im selben Jahr führte ihn eine Einladung des Boston Symphony Orchestra und seines Chefdirigenten Andris Nelsons zu Konzerten in die USA.
Beim traditionellen Silvesterkonzert der Sächsischen Staatskapelle Dresden (Ltg. Christian Thielemann), war Sebastian Kohlhepp zum Jahreswechsel 2019/20 mit einer konzertanten Fassung von Franz Lehárs Das Land des Lächelns live im ZDF zu erleben.
Kohlhepp war zu Gast auf Konzertpodien und Festivals im In- und Ausland, z. B. Concertgebouw Amsterdam, Elbphilharmonie Hamburg, Wiener Konzerthaus, Tonhalle Zürich, Philharmonie Paris, Berlin und Köln, Shanghai Symphony Hall, Seoul Arts Center, Teatro Colon Buenos Aires, Boston Symphony Hall, Rheingau Musik Festival, Menuhin Festival Gstaad, Schleswig-Holstein Musikfestival.
Er konzertierte mit der Akademie für Alte Musik Berlin, dem RIAS Kammerchor, Collegium Vocale Gent, Freiburger Barockorchester, NDR Chor, Radio Filharmonisch Orkest, MDR-Sinfonieorchester, Symphoniker Hamburg, Gürzenich-Orchester, Mozarteum-Orchester, Orchester des Champs-Élysées, Gaechinger Cantorey, Kammerchor Stuttgart und arbeitet mit den Dirigenten Philipp Ahmann, Ivor Bolton, Sylvain Cambreling, Adam Fischer, Pablo Heras-Casado, Michael Güttler, Philippe Herrewege, Manfred Honeck, René Jacobs, Axel Kober, Alexander Liebreich, Kent Nagano, Francois-Xavier Roth, Christophe Rousset, Helmuth Rilling und Lorenzo Viotti.

## Privatleben
Sebastian Kohlhepp ist mit der Mezzosopranistin Charlotte Quadt-Kohlhepp verheiratet, mit der er zwei Kinder hat, und lebt in St. Augustin bei Bonn.

## Diskographie
CD
- R. Schumann, F. Liszt, E. Sjögren: Von Sagen und Helden, Sebastian Kohlhepp, Andreas Frese, ARS Produktion/SWR2 2023[14]
- L. v. Beethoven: Christus am Ölberge, Collegium Vocale Gent, Orchestre des Champs-Élysées, Philippe Herreweghe, Phi/Outhere Music France 2022[15]
- J. S. Bach: Messe in h-Moll, RIAS Kammerchor, Akademie für Alte Musik Berlin, René Jacobs, Harmonia Mundi 2022[16]
- R. Wagner: Die Meistersinger von Nürnberg, Sächsische Staatskapelle Dresden, Christian Thielemann, Profil/Hänssler 2020[17]
- C. M. v. Weber: Peter Schmoll, ORF Vienna Radio Symphony Orchestra, Roberto Paternostro, Capriccio 2019
- G. F. Händel: Brockes-Passion, NDR Chor, FestspielOrchester Göttingen, Laurence Cummings, ACCENT/NDR Kultur 2019
- L. v. Beethoven: Missa solemnis, Kammerchor Stuttgart, Hofkapelle Stuttgart, Frieder Bernius, Carus/SWR2 2019
- A. Bruckner: Missa solemnis, RIAS Kammerchor, Akademie für Alte Musik, Lukasz Borowicz, Accentus Music/Deutschlandfunk Kultur 2018
- J. S. Bach: Weihnachtsoratorium, Gaechinger Cantorey, Hans-Christoph Rademann, Carus/SWR2 2017
- J. S. Bach: Lutherkantaten, Chorus Musicus Köln, Das Neue Orchester, Christoph Spering, Deutsche Harmonia Mundi/Sony Music 2016
- J. S. Bach: Johannes-Passion, RIAS Kammerchor, Akademie für Alte Musik, René Jacobs, Harmonia Mundi 2016
- J. S. Bach: Ein feste Burg ist unser Gott, Chorus Musicus Köln, Das Neue Orchester, Christoph Spering, Deutsche Harmonia Mundi/Sony Music 2015
- G. F. Händel: Alessandro, Deutsche Händelsolisten, Michael Form, PAN CLASSICS 2012

DVD
- L. v. Beethoven: Missa solemnis, Kammerchor Stuttgart, Hofkapelle Stuttgart, Frieder Bernius, Naxos 2019
- N. Jommelli: Il Vologeso, Staatsorchester Stuttgart, Gabriele Ferro, Naxos/Unitel 2018